# Tomahawk
För andra betydelser, se Tomahawk (olika betydelser).

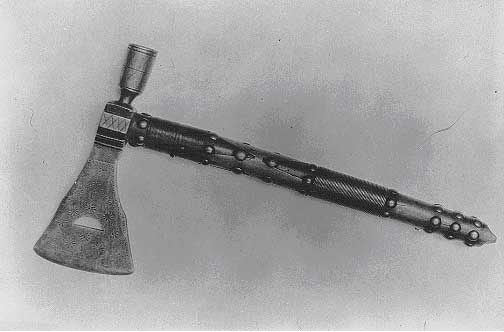
Tomahawk ca. 1830

Tomahawk (på algonkin tomehagen, delawarespråk tamoihecan) är en stridsyxa, som använts av Nordamerikas indianer och av dem betraktats också som en symbol för krig. Seden att "begrava tomahawken" eller stridsyxan betydde fred, att gräva upp den var att åter påbörja fientligheter. Yxbladet var ursprungligen av sten och senare blad av järn från Europa.
Tomahawken har gett namn åt tomahawkroboten.